# Archiefpunt

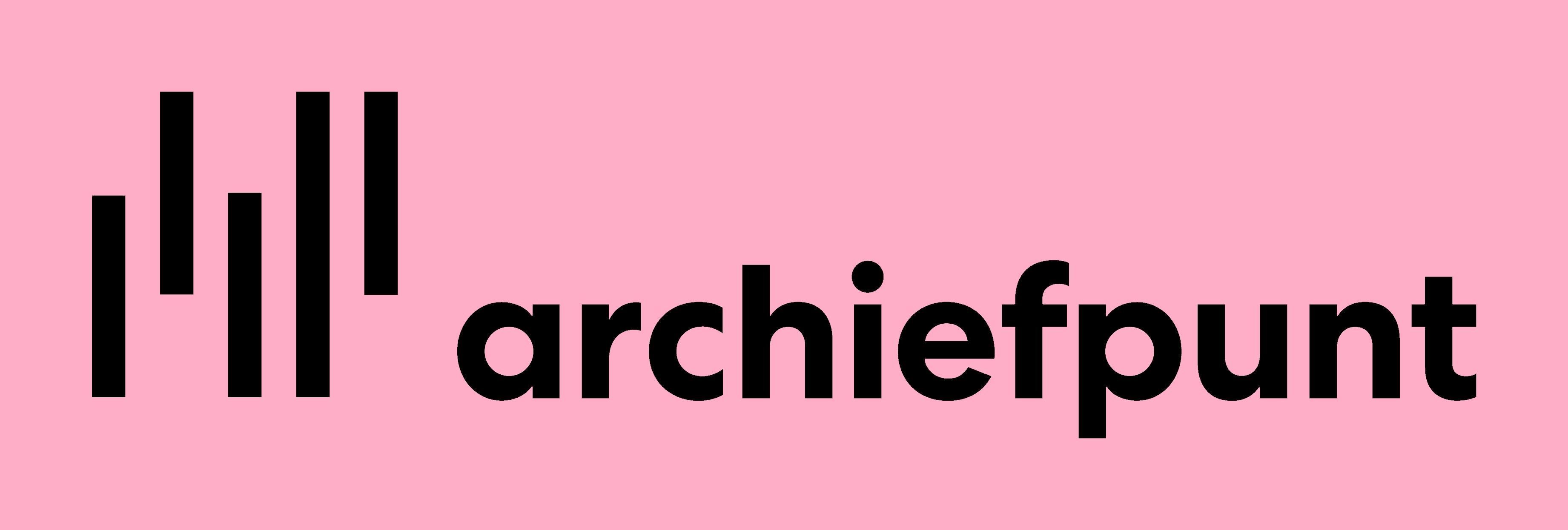

Archiefpunt, voorheen Archiefbank Vlaanderen, is een dienstverlenende organisatie voor privéarchieven en -collecties in Vlaanderen en Brussel. De organisatie beheert een Archiefbank waarin gegevens over zoveel mogelijk private archieven en collecties zijn samengebracht. De databank geeft inzicht in de bewaarplaats van uiteenlopende historische bronnen. Denk hierbij aan de kwartaalcijfers van een supermarkt, een dagboek van een kunstenaar, een oude propagandafilm, een fotoboek of een liefdesbrief. Archiefpunt benadrukt hun waarde zodat dit erfgoed toegankelijk wordt en zeker niet verloren gaat. 

## Historiek en partners
De Vlaamse Gemeenschap vertrouwde in het Archiefdecreet van 2002 de ontwikkeling en het dagelijks beheer van Archiefbank toe aan vier onthaalinstellingen, KADOC, Amsab-Instituut voor Sociale Geschiedenis, ADVN en Liberaal Archief. Het idee van registratie van private archieven ontstond in deze instellingen die tal van private archieven bewaren. Publieke archieven worden beschermd door de archiefwet van 1955, waardoor ze niet zomaar vernietigd mogen worden. Privépersonen of organisaties, die soms historisch relevant erfgoed bewaren, zijn echter niet verplicht hun archief te bewaren voor latere generaties. Hierdoor kunnen waardevolle erfgoedgehelen verloren gaan. Door registratie hopen de initiatiefnemers mensen bewust te maken van de waarde van deze archieven, zodat ze niet zomaar weggegooid worden en beschikbaar blijven voor onderzoekers en geïnteresseerden. 
De onlinedatabank werd in gebruik genomen in 2005. Naast archieven werden in de loop der jaren ook collecties van bijvoorbeeld heemkundige kringen opgenomen wegens hun belang voor lokale geschiedschrijving. In 2011 werd de opname van collecties formeel goedgekeurd en werd beslist om een duidelijk onderscheid te maken tussen archieven en collecties. 

## Invoer van gegevens
Gegevens worden in nauwe samenwerking met de bewaarders ingevoerd. Archiefbank is een open en collectief samenwerkingsverband. Zowel professionele bewaarinstellingen als particulieren kunnen zich opgeven als partner van Archiefbank en hun archieven en collecties laten registreren. Er zijn verschillende werkwijzen: invoer door de participant zelf via een eigen account en wachtwoord of invoer door medewerkers van Archiefbank in overleg met de bewaarder. Invoer gebeurt na signalering van een archief via de het aanmeldingsformulier op de website of na contactname door Archiefbank of de bewaarders zelf. 
Daarnaast worden grote pakketten gestandaardiseerde gegevens van bijvoorbeeld archiefinstellingen automatisch ingevoerd of er wordt een koppeling tussen databanken gemaakt. Zo worden de private archieven die geregistreerd werden in ODIS automatisch overgeladen in Archiefbank Vlaanderen.   

## Gegevens en standaarden
Er worden enkel gegevens opgenomen over private archieven en collecties. Dit wil zeggen alle archieven die niet gevormd werden door een publiek orgaan zoals de overheid. Private archieven zijn gevormd door personen, families, verenigingen en organisaties. 
Archiefbank registreert geen losse stukken, maar noteert gegevens over het archiefbestand of de collectie als geheel volgens de ISAD(G)-standaard van de Internationale Archiefraad (International Council on Archives - Conseil International des Archives ICA/CIA). De standaard omschrijft 26 velden, waarvan er in Archiefbank vijf verplicht zijn. Enkele velden zijn: titel, datering, beschrijvingsniveau, archiefvormer, bewaarplaats, raadpleegbaarheid, inhoud en verwerving. Er worden geen gegevens per stuk genoteerd, maar er wordt één archieffiche opgemaakt per archiefbestand of collectie.
Gegevens over de bewaarplaats van het erfgoed worden genoteerd volgens de ISDIAH-standaard. De ISAAR-norm wordt gebruikt voor de beschrijving van de archiefvormer. Het gebruik van standaarden wordt gestimuleerd om de uitwisselbaarheid en de kwaliteit te handhaven of bevorderen. Bij gebruik van de gegevens van Archiefbank Vlaanderen geldt een gespecificeerde Creative Commons-licentie.